# Mario Baroni

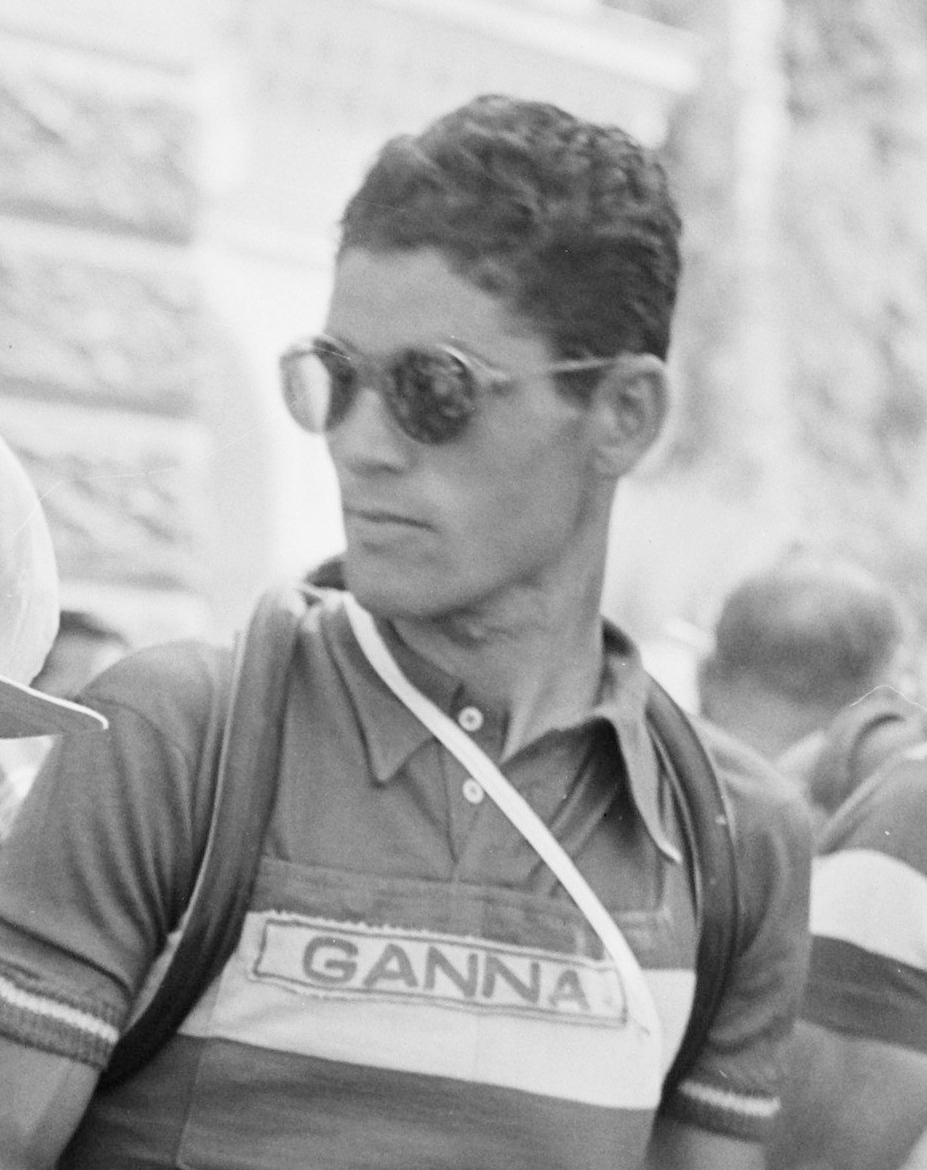
Mario Baroni (1952)

Mario Baroni (* 11. März 1927 in Scarperia; † 1. August 1994 in Figline Valdarno) war ein italienischer Radrennfahrer.

## Sportliche Laufbahn
Baroni wurde 1949 Berufsfahrer im Team Bartali-Gardiol, dessen Kapitän Gino Bartali war. Später fuhr er einige Jahre als Helfer für Fiorenzo Magni. Trotz seiner Helferrolle gewann er in den ersten Jahren seiner Profi-Laufbahn einige kleinere Rennen. Seine größten Erfolge hatte er bei den großen Landesrundfahrten. 1957 gewann er eine Etappe des Giro, bei der Vuelta a España gewann er 1955 und 1957 jeweils eine Etappe. Auch bei der Holland-Rundfahrt holte er einen Tagessieg. Den Giro d’Italia bestritt er siebenmal, der 20. Platz 1955 war sein bestes Gesamtergebnis. Die Tour de France fuhr er fünfmal, 1956 war er als 38. am besten platziert. Die Vuelta a España fuhr er zweimal.